# John O'Mahony
Pour les articles homonymes, voir O'Mahony.
John Francis O'Mahony (12 janvier 1815 - 7 février 1877) est un érudit gaélique et le membre fondateur de la Fenian Brotherhood aux États-Unis, organisation sœur de l'Irish Republican Brotherhood. Bien qu'il soit issu d'une famille raisonnablement riche et qu'il soit bien éduqué, la principale activité de la vie d'O'Mahony est celle de l'indépendance irlandaise du Royaume-Uni, une vocation qui le laisse finalement dans la pauvreté. O'Mahony combat dans la rébellion des Jeunes Irlandais de 1848 ainsi que dans la guerre civile américaine, et est impliqué sur le plan organisationnel dans le soulèvement des Fenians de 1867 en Irlande et dans les raids des Fenians au Canada.

## Jeunesse
O'Mahony est né en 1815 à Kilbeheny, à la frontière entre le comté de Limerick et le comté de Cork, dans une famille de petite noblesse terrienne catholique romaine qui a réussi à conserver des terres après la plantation de Munster. O'Mahoney est issu d'une longue lignée d'activistes irlandais : les membres de la famille ont été des défenseurs ardents des droits des Irlandais de souche pendant la période des lois pénales de la fin du XVIIe et du début du XVIIIe siècle, tandis que son père et son oncle ont été membres des Irlandais unis et ont pris part à la rébellion irlandaise de 1798,.
À la mort d'un frère aîné, O'Mahony hérite d'une propriété qui rapporte 300 £ par an. Cependant, il cède plus tard cet héritage à sa sœur afin de poursuivre ses activités féniennes,.
O'Mahony fait ses études au Midleton College avec le Dr Hamblin. Bien qu'il soit catholique, il entre plus tard au Trinity College de Dublin (il est alors théoriquement interdit aux catholiques d'entrer dans Trinity en raison de ses liens avec l'Église protestante d'Irlande), où il étudie le sanskrit, l'hébreu et l'irlandais. Il devient un érudit gaélique accompli, puis enseigne le grec et le latin et rédige des articles dans des revues irlandaises et françaises. Il quitte Trinity sans avoir obtenu de diplôme,,.

## Politique irlandaise
En 1843, il rejoint le mouvement de Daniel O'Connell pour l'abrogation de l'Acte d'Union de 1800, mais est rapidement insatisfait du manque de progrès et rejoint le mouvement Jeune Irlande, dirigé par William Smith O'Brien. Le mouvement Young Ireland en est venu à croire qu'à la suite de l'échec de l'Association pour l'abrogation, la violence est la seule alternative,.
O'Mahony prend part à l'échec de la jeune rébellion irlandaise de 1848 qui s'est largement effondrée car les autorités britanniques en étaient devenues bien conscientes avant qu'elle ne commence. À la suite de l'écrasement du soulèvement, les dirigeants sont recherchés, et O'Mahony étant parmi eux, il est contraint de fuir. À la suite de l'arrestation de John Mitchell, de nombreux Jeunes Irlandais partent dans les collines, continuant à se battre à la manière de la guérilla. O'Mahony et sa bande de volontaires sont parmi les derniers résistants. Cependant, après la capture de dirigeants tels que Smith O'Brien, Thomas Francis Meagher, James Stephens et Terence Bellew MacManus, il devient évident que le mouvement est voué à l'échec,.

## Émigration
Sa participation à la rébellion l'oblige à quitter l'Irlande, et il s'installe un temps à Paris où il vit dans une grande pauvreté. En 1854, il apprend que John Mitchell s'est échappé de la colonie pénitentiaire de la Terre de Van Diemen et s'est rendu à New York. O'Mahony réussit à le rejoindre là-bas et participe ensuite à l'Emigrant Aid Association, à l'Emmet Monument Association et à d'autres organisations irlandaises.

## History of Ireland
En 1857, il publie History of Ireland, by Geoffrey Keating, D. D., translated from the Original Gaelic, and Copiously Annotated (New York, 1857). Le Dr Todd, dans sa préface aux Wars of the Gaedhill with the Gaell, dit : « Sa traduction de Keating est une grande amélioration par rapport à celle ignorante et malhonnête publiée par M. Dermod O'Connor il y a plus d'un siècle ». Les notes d'O'Mahony sont copiées des Four Masters d'O'Donovan, et c'est pour cette raison que Hodges & Smith reçoit une injonction contre la vente du livre au Royaume-Uni. La tension mentale à laquelle O'Mahony est soumis dans la préparation de ce travail, qui ne lui apporte aucun gain pécuniaire, affecte sa raison, et il est emmené par ses amis pendant une courte période dans un asile d'aliénés.

## Confrérie fénienne
En 1855, O'Mahony, aux côtés de Thomas John Kelly et Michael Corcoran (en), organise la Fenian Brotherhood aux États-Unis, étroitement associée à la toute nouvelle Irish Republican Brotherhood en Irlande . L'objet de l'association est d'assurer la séparation de l'Irlande d'avec le Royaume-Uni. Le nom est probablement dérivé des études gaéliques d'O'Mahony, les Fenians ayant été un corps militaire dans l'Irlande païenne, célébré dans les chansons d'Ossian. La première partie de History of Ireland de Keating est occupée par les exploits des anciens Fenians. L'organisation de la nouvelle société est achevée lors de conventions qui ont lieu à Chicago en 1864 et à Cincinnati en janvier 1865.
Au moment de la convention de Cincinnati, O'Mahony détient le grade de colonel du 69e régiment de la milice de l'État de New York, recruté principalement dans les rangs de la Confrérie, qui a également fourni une grande partie de la Brigade irlandaise de Thomas Francis Meagher, la Corcoran Legion et régiments irlandais engagés dans la guerre civile américaine,,. La croissance rapide du nombre de membres de la Fraternité Fenian rend impossible pour O'Mahony de conserver le poste de colonel du 69e régiment, qu'il a détenu pendant un certain temps, et démissionnant, il consacre toute son attention à la propagation du fénianisme ,.
La fin de la guerre civile au printemps 1865 donne une grande impulsion aux Fenians, en raison du nombre de soldats irlandais-américains qui sont démobilisés et désireux de servir ailleurs. L'argent versé dans la cause fénienne atteint probablement les 500 000 $ 1860 et 1867. De nombreuses divergences surviennent entre O'Mahony et James Stephens et le Conseil central quant à la politique à suivre pour la réalisation de leur objet mais O'Mahony reste président de l'organisation pendant plusieurs années. Il ne participe personnellement ni à la tentative d'insurrection fénienne de 1867 ni aux raids sur le Canada, bien que ses conseils comptèrent pour beaucoup dans ces entreprises,.

## Dernières années
Il consacre les dernières années de sa vie à des activités littéraires, mais souffre d'une mauvaise santé et il a du mal à s'assurer des moyens de subsistance. Aussi visionnaires qu'aient pu être ses objectifs, il est honnête, et bien que des milliers de dollars soient passés entre ses mains, il est souvent à court d'argent. Lorsque sa pauvreté est découverte, il refuse de recevoir de l'aide sous quelque forme que ce soit. Il meurt à New York en 1877 et peu après sa mort, sa dépouille est emmenée en Irlande et enterrée avec les honneurs d'un enterrement public au cimetière de Glasnevin à Dublin,,.